# Il trionfo d’Amore (Metastasio)
Il trionfo d’Amore (deutsch: „Der Triumph Amors“) ist ein Libretto zu einer azione teatrale in einem Teil von Pietro Metastasio. Es ist eine grundlegend überarbeitete und gekürzte Fassung von L’asilo d’Amore von 1732. Erstmals aufgeführt wurde es in der Vertonung von Florian Leopold Gassmann am 25. Januar 1765 zur Hochzeit Josephs II. mit seiner zweiten Frau Maria Josepha von Bayern in Schloss Schönbrunn.

## Handlung
In einer Fischerhöhle an der Küste Zyperns warnt Venus ihren als Fischer gekleideten Sohn Amor vor dem Zorn der anderen Götter. Nach einigen Überlegungen, ob er in Begleitung von jungen Mädchen (die sich zu auffällig benehmen), jungen Männern (die entweder jammern oder arrogant sind) oder älteren Leuten (die ihre Haltung verlieren) fliehen solle, entscheidet er sich dafür, allein eine sichere Zuflucht zu suchen. Venus will sich unterdessen den Göttern entgegenstellen.
Die Höhle verschwindet, und der mit Statuen und Reliefs aus ihrem Leben geschmückte Palast der Venus erscheint. Venus befindet sich in ihrer von Tauben gezogenen Muschelschale. Sie ist von Grazien und Amoren umgeben. Die Götter Apollon, Mars, Pallas und Merkur kommen in ihren Kutschen, begleitet von Genien. Sie beklagen sich darüber, dass die Liebenden ihre Hoffnung auf einen so grausamen Gott setzen und fragen Venus nach Amors Aufenthaltsort. Merkur verlangt, dass er sich vor Jupiter rechtfertige. Mit Venus’ Vorschlag, seine Rückkehr abzuwarten, erklären sie sich einverstanden. Apollon schickt seine Genien auf die Suche nach ihm. In seiner Arie gibt er ihnen den Rat, nicht an Orten der Ruhe zu suchen, sondern dort, wo Betrug und Kummer vorherrschen. Die Götter bringen nacheinander seine Klagen gegen Amor vor. Merkur beschuldigt ihn, die Götter zu beleidigen und die Sterblichen zu tyrannisieren. Apollon wirft ihm vor, dafür zu sorgen, dass in der Kunst nicht mehr Heldentaten gepriesen werden, sondern Müßiggang und Faulheit. Mars zufolge verwandle er furchtlose Krieger in närrische Liebhaber. Pallas verweist darauf, dass Amor die ganze Welt in Unordnung bringe und jedem der Götter einen Teil ihrer Macht geraubt habe.
Venus erklärt, dass die Vorwürfe berechtigt seien. Aber ihr Sohn sei für den Schaden nicht verantwortlich zu machen. Die Schuld trügen vielmehr die Liebenden selbst, die seine Gaben missbräuchten. Um die Probleme zu lösen, schlägt Venus vor, Amor unter die Aufsicht eines Lehrers zu stellen. In der folgenden zweiten Diskussionsrunde versuchen die Götter, eine geeignete Person für diese Aufgabe zu bestimmen. Die verschiedenen Vorschläge wie die „Zeit“ oder der „Zorn“ werden jedoch verworfen, und schließlich erneuern alle ihre Vorwürfe gegen Amor.
Der Disput wird vom Auftritt Amors unterbrochen. Er erscheint allmählich in einer kleinen Wolke und ist von Genien begleitet. Amor bezichtigt sich selbst eines neuen Verbrechens, da er Joseph und Maria Josepha für einander entflammt habe. Er fordert die anderen Gottheiten auf, ihn dafür zu strafen. Diese sind jedoch ergriffen, freuen sich für das Paar und erklären sich schließlich für besiegt. Als sie Amor darum bitten, sie nach Österreich zum königlichen Brautpaar zu führen, erwidert dieser erstaunt: „Wie! ein blinder! ein Knabe!“ („Come! un cieco! un fanciullo!“). Das führt zur abschließenden Antwort Apollons: „Derjenige ist blind, der deine unschuldigen Geschenke ablehnt. Derjenige ist ein Kind, der dich desselben Fehler beschuldigt“ („È cieco chi s’abusa de’ tuoi doni innocenti ; È fanciul chi t’accusa del proprio error“). Das Stück endet mit einem Lobeschor auf Amor.

## Geschichte
1765 wurde Metastasio von Maria Theresia beauftragt, sein bereits 1732 für Linz geschriebenes Libretto L’asilo d’Amore anlässlich der Hochzeitsfeier von Joseph II. mit seiner zweiten Frau Maria Josepha von Bayern zu überarbeiten. Dieses Werk war noch nie in Wien aufgeführt worden. Zum einen waren Anpassungen für den neuen Verwendungszweck notwendig, da es ursprünglich für die Geburtstagsfeier der Kaiserin Elisabeth Christine geschrieben worden war, und zum anderen hatte sich auch der Geschmack des Publikums geändert, der eine größere Einheitlichkeit und besseren dramatischen Zusammenhang forderte. Außerdem war es aus ökonomischen Gründen notwendig, die Aufführungsdauer zu kürzen, die Anzahl der Arien und Charaktere zu reduzieren und den Gebrauch der Bühnenmaschinerie an die Gegebenheiten im Theater von Schloss Schönbrunn anzupassen, da der frühere Text im Freien aufgeführt worden war. Metastasio war im Jahr 1765 mit Arbeit überhäuft worden und beklagte sich in einem Brief darüber, dass seine Zeit dafür nicht ausreichen würde. So kam es ihm sicher gelegen, in diesem Fall kein neues Werk schreiben zu müssen. Dennoch begnügte er sich nicht nur mit den notwendigsten Anpassungen an die Hochzeitsfeier, sondern überarbeitete den Text so grundlegend, dass er ihn als eigenständiges Werk ansah. Dabei straffte er die dramatische Handlung und kürzte den Text insgesamt um ein Viertel. Die wichtigste Änderung betrifft jedoch den Schluss. Während in der ursprünglichen Fassung der Meeresgott Proteo erscheint und von dem Zufluchtsort Amors berichtet, ist es jetzt Amor selbst, der die Handlung zum Abschluss bringt, um die Feier des Hochzeitspaares einzuleiten. Amors Sieg findet auf der Bühne statt und wird nicht nur von einer dritten Person erzählt. Die Figur des Proteo wurde vollständig gestrichen. Die grundlegende Struktur des Stückes blieb jedoch erhalten. Der Prolog von Venus und Amor wurde nur gering gekürzt. Den Text der anschließenden Debatte zwischen den Gottheiten Venus, Apollon, Mars, Merkur und Pallas dagegen reduzierte Metastasio unter Beibehaltung der Reihenfolge und des psychologischen und moralischen Gehalts um fast die Hälfte der ursprünglichen Länge. Nur die Arie des Mars blieb erhalten, diejenige der Pallas wurde durch eine zuvor an späterer Stelle aufgeführte Arie ersetzt. Zwei andere Arien wurden gestrichen. Der zweite Disput über die Wahl des Lehrers wurde ebenfalls reduziert. Die ursprünglich von Venus vorgeschlagene „Vernunft“ findet keine Erwähnung mehr. Auch der Abschluss des Gesprächs, in dem Venus die Wohltaten Amors als Synthese der entgegengesetzten Mächte und erste Antriebskraft der Welt beschrieb, wurde fortgelassen.
Aus Anlass dieser Hochzeit 1765 fanden in Schönbrunn eine Reihe von Aufführungen statt, die von Mitgliedern der kaiserlichen Familie und des Adels aufgeführt wurden. Das Geschenk der Kinder von Josephs Schwester Maria Theresia bestand in einer Aufführung von Christoph Willibald Glucks Oper Il Parnaso confuso (ebenfalls auf einen Text Metastasios) am 24. Januar. Maria Josepha, Maria Elisabeth und Maria Karolina spielten darin die Rollen der drei Musen und Maria Amalia den Apollon. Anschließend wurde von den drei jüngsten Kindern ein kleines Ballett mit dem französischen Titel Le Triomphe de l’amour aufgeführt, in dem Ferdinand und Maria Antonia ein Schäferpaar gaben, während Maximilian den Amor spielte. Das Ballett ist in einem Gemälde von Johann Franz Greipel oder Johann Georg Weikert dargestellt, das in der Wiener Hofburg zu sehen ist. Die hier beschriebene Serenata mit dem nahezu identischen italienischen Namen Il trionfo d’Amore wurde am folgenden Tag, dem 25. Januar 1765 aufgeführt. Die Musik der beiden letzten Werke stammte von Florian Leopold Gassmann. Aufgrund der Namensähnlichkeit werden sie in der Literatur gelegentlich verwechselt. Die Aufführung von Il trionfo d’Amore wurde von namhaften Sängern bestritten: Rosa Tartaglini Tibaldi sang die Venus, der Altist Gaetano Guadagni den Apollon, Elisabetta Teuber die Pallas, der Soprankastrat Luca Fabris den Amor, der Tenor Giuseppe Tibaldi den Mars und Giuseppe Ristorini den Merkur. Am 30. Januar folgte schließlich eine Aufführung von Glucks Oper Telemaco ossia L’isola di Circe mit denselben Ausführenden.
Die von Grove Music Online diesem Libretto zugeordnete Serenata Augurio di felicità, o sia Il trionfo d’Amore von Marcos António Portugal basiert neueren Forschungen zufolge auf einem eigenen Text des Komponisten, der dafür Verse aus verschiedenen Werken Metastasios nutzte. Diese Komposition wurde am 7. November 1817 zur Hochzeit des portugiesischen Kronprinzen Pedro de Alcântara mit Carolina Giuseppa Leopoldina in Rio de Janeiro aufgeführt.

## Aufführungen in neuerer Zeit
Im Jahr 2000 wurde Gassmanns Serenata im Schlosstheater Ballenstedt mit den Ensembles L'Azione Teatrale und Savaria Baroque unter Leitung von Reinhold Kubik aufgeführt. Die Inszenierung stammte von Margit Legler, die auch die Rolle des Amor übernahm.